# Campionats del món de ciclisme de muntanya i trial de 2016
Els Campionats del món de ciclisme de muntanya i trial de 2016 van ser la 27a edició dels Campionats del món de ciclisme de muntanya organitzats per la Unió Ciclista Internacional. Les proves de Camp a Través tingueren lloc del 28 de juny al 3 de juliol de 2016 a Nové Město na Moravě (regió de Vysočina) a la República Txeca, i les proves de Descens, Four-cross i Trial tingueren lloc del 29 d'agost a l'11 de setembre de 2016 a Val di Sole (regió de Vysočina) a la República Txeca.

## Resultats

### Camp a través
| Proves         | Or                                                                                 | Plata                                                                     | Bronze                                                            |
| Masculí        | Nino Schurter (SUI)                                                                | Jaroslav Kulhavy (CZE)                                                    | Julien Absalon (FRA)                                              |
| Femení         | Annika Langvad (DEN)                                                               | Lea Davison (USA)                                                         | Emily Batty (CAN)                                                 |
| Masculí sub-23 | Samuel Gaze (NZL)                                                                  | Victor Koretzky (FRA)                                                     | Marcel Guerrini (SUI)                                             |
| Femení sub-23  | Jenny Rissveds (SWE)                                                               | Sina Frei (SUI)                                                           | Alessandra Keller (SUI)                                           |
| Masculí júnior | Thomas Bonnet (FRA)                                                                | Vital Albin (SUI)                                                         | Tobias Halland Johannessen (NOR)                                  |
| Femení júnior  | Ida Jansson (SWE)                                                                  | Lisa Pasteiner (AUT)                                                      | Martina Berta (ITA)                                               |
| Relleus Mixt   | França · Victor Koretzky · Benjamin Le Ny · Pauline Ferrand-Prévot · Jordan Sarrou | Txèquia · Matej Prudek · Richard Holec · Katerina Nash · Jaroslav Kulhavy | Suïssa · Filippo Colombo · Vital Albin · Sina Frei · Lars Forster |

### Camp a través per eliminació
| Proves  | Or                      | Plata                    | Bronze                |
| Masculí | Daniel Federspiel (AUT) | Simon Gegenheimer (GER)  | Fabrice Mels (BEL)    |
| Femení  | Linda Indergand (SUI)   | Kathrin Stirnemann (SUI) | Ramona Forchini (SUI) |

### Descens
| Proves         | Or                       | Plata                    | Bronze              |
| Masculí        | Danny Hart (GBR)         | Laurie Greenland (GBR)   | Florent Payet (FRA) |
| Femení         | Rachel Atherton (GBR)    | Myriam Nicole (FRA)      | Tracey Hannah (AUS) |
| Masculí júnior | Finnley Iles (CAN)       | Magnus Manson (CAN)      | Gaëtan Vigé (FRA)   |
| Femení júnior  | Alessia Missiaggia (ITA) | Samantha Kingshill (USA) | Flora Lesoin (FRA)  |

### Four Cross
| Proves  | Or                      | Plata                 | Bronze               |
| Masculí | Mitja Ergaver (SVN)     | Hannes Slavik (AUT)   | Luke Cryer (GBR)     |
| Femení  | Caroline Buchanan (AUS) | Franziska Meyer (GER) | Anneke Beerten (NED) |

### Trial
| Proves                       | Or                                                                                          | Plata                                                                               | Bronze                                                                                      |
| Masculí - 20 polzades        | Abel Mustieles (ESP)                                                                        | Benito Ros (ESP)                                                                    | Ion Areitio (ESP)                                                                           |
| Masculí - 26 polzades        | Jack Carthy (GBR)                                                                           | Gilles Coustellier (FRA)                                                            | Kenny Belaey (BEL)                                                                          |
| Femení                       | Nina Reichenbach (GER)                                                                      | Janine Jungfels (AUS)                                                               | Perrine Devahive (BEL)                                                                      |
| Masculí júnior - 20 polzades | Eloi Palau (ESP)                                                                            | Nicolas Vallée (FRA)                                                                | Samuel Hlavatý (SVK)                                                                        |
| Masculí júnior - 26 polzades | Nicolas Vallée (FRA)                                                                        | Jordi Araque (ESP)                                                                  | Noah Cardona (FRA)                                                                          |
| Equips                       | França · Vincent Hermance · Alex Rudeau · Manon Basseville · Louis Grillon · Nicolas Vallée | Espanya · Irene Caminos · Jordi Araque · Eloi Palau · Rafael Tibau · Abel Mustieles | Alemanya · Jonas Friedrich · Jannis Oing · Nina Reichenbach · Dominik Oswald · Raphael Pils |

## Medaller
| Pos.  | País          | Or | Plata | Bronze | Total |
| 1     | França        | 4  | 4     | 5      | 13    |
| 2     | Regne Unit    | 3  | 1     | 1      | 5     |
| 3     | Suïssa        | 2  | 3     | 4      | 9     |
| 4     | Espanya       | 2  | 3     | 1      | 6     |
| 5     | Suècia        | 2  | 0     | 0      | 2     |
| 6     | Alemanya      | 1  | 2     | 1      | 4     |
| 7     | Àustria       | 1  | 2     | 0      | 3     |
| 8     | Austràlia     | 1  | 1     | 1      | 3     |
| 8     | Canadà        | 1  | 1     | 1      | 3     |
| 10    | Itàlia        | 1  | 0     | 1      | 2     |
| 11    | Dinamarca     | 1  | 0     | 0      | 1     |
| 11    | Nova Zelanda  | 1  | 0     | 0      | 1     |
| 11    | Eslovènia     | 1  | 0     | 0      | 1     |
| 14    | Txèquia       | 0  | 2     | 0      | 2     |
| 14    | Estats Units  | 0  | 2     | 0      | 2     |
| 16    | Bèlgica       | 0  | 0     | 3      | 3     |
| 17    | Països Baixos | 0  | 0     | 1      | 1     |
| 17    | Noruega       | 0  | 0     | 1      | 1     |
| 17    | Eslovàquia    | 0  | 0     | 1      | 1     |
| Total | Total         | 21 | 21    | 21     | 63    |